# Susyn M. Andrews
Susyn M. Andrews (nascida em 1953) é uma botânica britânica. A sua pesquisa concentrou-se em espermatófitos.